# 郭宪 (三国)
郭宪（2世纪—220年），又名郭寰，字幼简，西平郡（治今青海西宁）人，三国曹魏政治人物。

## 生平
郭宪出身本郡大姓。建安年间为西平郡功曹，州官征辟不就任。建安十七年（212年），韩遂兵败，从羌中还，依附郭宪。属下多想要杀死韩遂向曹操徼功，郭宪责怪他们：“他穷途来投奔我，为什么要加害他？”于是厚待韩遂。之后韩遂病死，田乐、阳逵等斩下韩遂的人头，送给曹操。阳逵等人想在上疏写上郭宪的名字，郭宪不肯签名，说我尚不忍心他活着的时候设计謀害他，岂忍心以死人来徼功？阳逵等人于是不再强求。当时曹操攻打汉中，在武都，阳逵等送韩遂的首级到达。
曹操听说郭宪之名，等看了条疏，奇怪他的名字不在其中，于是问阳逵等人，阳逵据实回答。曹操感叹他的志义，于是把他和阳逵等人都赐爵关内侯，于是名震陇右。曹魏黄初元年（220年）郭宪病亡。正始初年，曹魏朝廷赐他的儿子爵位关内侯。
唐《郭知運碑》記郭宪為武威太守，是明元郭皇后之從祖。